# زارنب کوشچیلنه
زارنب کوشچیلنه (به لهستانی:  Zaręby Kościelne) یک روستا در لهستان است که در گمینا زارنب کوشچیلنه واقع شده‌است. زارنب کوشچیلنه ۶۶۰ نفر جمعیت دارد.